# Глинська волость (Роменський повіт)
Глинська волость — адміністративно-територіальна одиниця Роменського повіту Полтавської губернії з волосним правлінням у заштатному місті Глинськ.
Станом на 1885 рік складалася з 20 поселень, 23 сільських громад. Населення — 13375 осіб (6598 чоловічої статі та 6777 — жіночої), 2070 дворових господарств.
|                     | Площа, десятин | У тому числі орної, дес. |
| ------------------- | -------------- | ------------------------ |
| Сільських громад    | 9512           | 7048                     |
| Приватної власності | 8347           | 5502                     |
| Іншої власності     | 94             | 75                       |
| Загалом             | 17953          | 12625                    |

Основні поселення волості:
- Артюхівка — колишнє державне та власницьке село при річці Локні, 1760 осіб, 255 дворів, православна церква, 2 постоялих будинки, 2 кузні, 24 вітряних млинів, 2 маслобійних заводи.
- Волошнівка — колишнє державне та власницьке село при річках Голинці та Морі, 2300 осіб, 1385 дворів, православна церква, 2 постоялих будинки, лавка, 2 кузні, 42 вітряних млини, 6 маслобійних заводів, базари щонеділі, 2 ярмарки на рік.
- Локня — колишнє державне село при річці Локні, 821 особа, 119 дворів, постоялий будинок, лавка, паровий і 6 вітряних млинів, маслобійний і винокурний заводи, щорічний ярмарок.
- Хоминці — колишнє державне та власницьке село при річці Локні, 2957 осіб, 457 дворів, православна церква, школа, 3 постоялих будинки, лавка, 4 кузні, 44 вітряних млини, 3 маслобійних заводи.
- Чеберяки (Погорілець) — колишнє державне та власницьке село при річках Сула та Локні, 576 осіб, 78 дворів, 4 кузні, 5 вітряних млини, маслобійний завод.
- Ярмолинці — колишнє державне та власницьке село при річці Олава, 1489 осіб, 235 дворів, православна церква, 2 постоялих будинки, лавка, кузня, 14 вітряних млинів, щорічний ярмарок.

Старшинами волості були:
- 1900 року відставний унтерофіцер із козаків — Трофим Никонович Пуцій[2];
- 1904—1907 роках — козак Омелян Діомидович Онищенко[3],[4],[5];
- 1913 року — М. Є. Денешко[6];
- 1915—1916 роках — Петро Антонович Сулим[7],[8].